# Weinitzen
Weinitzen é um município da Áustria, situado no distrito de Graz-Umgebung, na estado da Estíria. Tem 18,99 km² de área e sua população em 2019 foi estimada em 2.621 habitantes.